# Sportverein Darmstadt 1898 2009-2010
Questa voce raccoglie le informazioni riguardanti lo Sportverein Darmstadt 1898 nelle competizioni ufficiali della stagione 2009-2010.

## Stagione
Nella stagione 2009-2010 il Darmstadt, allenato da Živojin Juškić e Kosta Runjaić, concluse il campionato di Regionalliga sud al 15º posto.

## Rosa
| N. |                                 | Ruolo | Calciatore        |
| -- | ------------------------------- | ----- | ----------------- |
| 1  | Germania (bandiera)             | P     | Rainer Adolf      |
| 2  | Nigeria (bandiera)              | D     | Adiele Echendu    |
| 3  | Germania (bandiera)             | D     | Michael Bodnar    |
| 4  | Germania (bandiera)             | D     | Fouad Brighache   |
| 5  | Germania (bandiera)             | C     | Ergün Pakel       |
| 6  | Germania (bandiera)             | C     | Boris Kolb        |
| 7  | Germania (bandiera)             | C     | Sven Sökler       |
| 8  | Germania (bandiera)             | A     | Varol Akgöz       |
| 9  | Serbia (bandiera)               | A     | Ermin Melunovic   |
| 10 | Germania (bandiera)             | C     | Muharrem Reka     |
| 11 | Turchia (bandiera)              | A     | Zülfükar Cosguner |
| 13 | Italia (bandiera)               | A     | Elia Soriano      |
| 14 | Germania (bandiera)             | C     | Uwe Hesse         |
| 15 | Germania (bandiera)             | D     | Marc Klopp        |
| 15 | Bosnia ed Erzegovina (bandiera) | C     | Velibor Velemir   |
| 16 | Germania (bandiera)             | D     | Markus Brüdigam   |

| N. |                               | Ruolo | Calciatore            |
| -- | ----------------------------- | ----- | --------------------- |
| 17 | Germania (bandiera)           | D     | Christoph Stahl       |
| 18 | Germania (bandiera)           | D     | Christian Wiesner     |
| 19 | Macedonia del Nord (bandiera) | C     | Blerton Muca          |
| 20 | Germania (bandiera)           | C     | Aleksandar Mastilovic |
| 20 | Germania (bandiera)           | A     | Ali Kandemir          |
| 21 | Germania (bandiera)           | P     | Joel Samaké           |
| 22 | Germania (bandiera)           | D     | Patrick Hilser        |
| 27 | Germania (bandiera)           | C     | Maximilian Mehring    |
| 43 | Germania (bandiera)           | A     | Oliver Heil           |
| 50 | Germania (bandiera)           | D     | Mario Göttlicher      |
|    | Germania (bandiera)           | P     | Paul Jivan            |
|    | Germania (bandiera)           | D     | Stefan Malcherowitz   |
|    | Inghilterra (bandiera)        | D     | George Worcester      |
|    | Germania (bandiera)           | C     | Niklas Kessler        |
|    | Germania (bandiera)           | A     | Jan Gebhardt          |
|    | Germania (bandiera)           | A     | Marc Winter           |

## Organigramma societario
Area tecnica
- Allenatore: Kosta Runjaić
- Allenatore in seconda: Tuncay Nadaroğlu
- Preparatore dei portieri: Marius Todericiu
- Preparatori atletici:
- Analisi video:

## Calciomercato

### Sessione estiva
| Acquisti | Acquisti           | Acquisti                  | Acquisti |
| R.       | Nome               | da                        | Modalità |
| -------- | ------------------ | ------------------------- | -------- |
| A        | Varol Akgöz        | Baunatal                  |          |
| D        | Fouad Brighache    | Kickers Offenbach         |          |
| D        | Markus Brüdigam    | Vikt. Aschaffenburg       |          |
| D        | Adiele Echendu     | Waldhof Mannheim          |          |
| D        | Patrick Hilser     | Eintracht Francoforte U19 |          |
| D        | Marc Klopp         | KSV Klein-Karben          |          |
| C        | Boris Kolb         | Sandhausen                |          |
| C        | Maximilian Mehring | Friburgo                  |          |
| A        | Ermin Melunovic    | Waldhof Mannheim          |          |
| C        | Ergün Pakel        | Waldhof Mannheim II       |          |
| P        | Joel Samaké        | Oggersheim                |          |
| D        | Christoph Stahl    | FSV Hollenbach            |          |

| Cessioni | Cessioni           | Cessioni            | Cessioni |
| R.       | Nome               | a                   | Modalità |
| -------- | ------------------ | ------------------- | -------- |
| A        | Andreas Baufeldt   | KSV Klein-Karben    |          |
| D        | Marco Betz         | Viktoria Urberach   |          |
| P        | Dennis Fromm       | RSV Würges          |          |
| A        | Rudi Hübner        | Rot-Weiß Darmstadt  |          |
| C        | Nikola Jovanović   | Vikt. Aschaffenburg |          |
| C        | David Kienast      | Hoffenheim II       |          |
| C        | Alvano Kröh        | TSG 62/09 Weinheim  |          |
| A        | Christopher Nguyen | Karlsruhe II        |          |
| D        | Pascal Pellowski   | Bochum II           |          |
| A        | Emmanuel Peterson  | Sprockhövel         |          |
| D        | Daniel Rasch       | Wehen Wiesbaden II  |          |
| C        | Simon Schmidt      | Vikt. Aschaffenburg |          |
| D        | Krisztián Szóllar  | Vikt. Aschaffenburg |          |

### Sessione invernale
| Acquisti | Acquisti        | Acquisti             | Acquisti |
| R.       | Nome            | da                   | Modalità |
| -------- | --------------- | -------------------- | -------- |
| A        | Jan Gebhardt    | Waldhof Mannheim U19 |          |
| A        | Oliver Heil     | Waldhof Mannheim     |          |
| C        | Velibor Velemir | Magonza II           |          |

| Cessioni | Cessioni | Cessioni | Cessioni |
| R.       | Nome     | a        | Modalità |
| -------- | -------- | -------- | -------- |

## Risultati

### Regionalliga

#### Girone di andata
| Arbitro: | Christ |

|  |           |               |
|  | Marcatori | 16’ Makarenko |

| Arbitro: | Bandurski |

|                    |           |                                  |
| Bauer 34’ Wölk 42’ | Marcatori | 66’ (rig.) Melunovic 78’ Soriano |

| Arbitro: | Winkmann |

|  |           |                          |
|  | Marcatori | 11’ Schön 58’ Liesenfeld |

| Arbitro: | Gittelmann |

|               |           |  |
| Valentini 71’ | Marcatori |  |

| Arbitro: | Wingenbach |

|             |           |                              |
| Soriano 42’ | Marcatori | 37’ (rig.) Marchese 60’ Jung |

| Arbitro: | Fritz |

|               |           |  |
| Amstätter 74’ | Marcatori |  |

| Arbitro: | Petersen |

|  |           |                              |
|  | Marcatori | 16’, 65’ Schrepel 38’ Geiger |

| Arbitro: | Baitinger |

|                                                    |           |  |
| Manga 52’ (rig.) Aigner 66’ Schwarz 85’ Fetsch 87’ | Marcatori |  |

| Arbitro: | Bartsch |

|            |           |               |
| Sirigu 39’ | Marcatori | 61’ Melunovic |

| Arbitro: | Metzen |

|                                         |           |              |
| Reith 63’ (aut.) Melunovic 74’ Kolb 90’ | Marcatori | 40’ Grüttner |

| Arbitro: | Münch |

|                                 |           |                                  |
| Mazzola 52’ Krasniqi 65’ (rig.) | Marcatori | 81’ Melunovic 89’ (rig.) Soriano |

| Arbitro: | Bärmann |

|                                      |           |  |
| Sökler 37’ Mehring 40’ Melunovic 74’ | Marcatori |  |

| Arbitro: | Ostheimer |

|            |           |              |
| Kunter 87’ | Marcatori | 7’ Melunovic |

| Arbitro: | Aarnink |

|                                     |           |  |
| Hesse 65’ Melunovic 79’ Soriano 86’ | Marcatori |  |

| Arbitro: | Drees |

|                               |           |                         |
| Titsch-Rivero 19’ Alikhil 71’ | Marcatori | 76’, 90’ (rig.) Soriano |

| Arbitro: | Brauer |

|                                  |           |                        |
| Melunovic 52’ Soriano 84’ (rig.) | Marcatori | 33’ Kaiser 81’ Görtler |

| Arbitro: | Alt |

|          |           |  |
| Popp 76’ | Marcatori |  |

#### Girone di ritorno
| Arbitro: | Färber |

|                      |           |           |
| Bentele 50’ Rill 89’ | Marcatori | 65’ Akgöz |

| Arbitro: | Schößling |

|                               |           |                                             |
| Sökler 31’ Soriano 33’ (rig.) | Marcatori | 50’ (rig.) Gaede 66’ Brechler 83’ Gundelach |

| Arbitro: | Bischof |

|                                      |           |  |
| Lechleiter 25’ Schön 45’ Klefenz 85’ | Marcatori |  |

| Arbitro: | Athanassiadis |

|             |           |  |
| Soriano 51’ | Marcatori |  |

| Arbitro: | Gerach |

|             |           |           |
| Ivanuša 56’ | Marcatori | 12’ Akgöz |

| Arbitro: | Seiwert |

|            |           |                                     |
| Sökler 55’ | Marcatori | 30’ Szimayer 52’ Rasch 90’ Celiksoy |

| Arbitro: | Beck |

|             |           |  |
| Plänitz 70’ | Marcatori |  |

| Arbitro: | Stegemann |

|                    |           |  |
| Melunovic 39’, 75’ | Marcatori |  |

| Arbitro: | Zacher |

|  |           |            |
|  | Marcatori | 29’ Matter |

| Arbitro: | Alt |

|            |           |            |
| Hornig 47’ | Marcatori | 9’ Soriano |

| Arbitro: | Heitmann |

|                    |           |          |
| Heil 43’ Akgöz 54’ | Marcatori | 76’ Grab |

| Fürth 4 maggio 2010, ore 18:00 CEST 29ª giornata | Greuther Fürth II | 0 – 0 referto | Darmstadt | Playmobil-Stadion (170 spett.)\| Arbitro: \| Blos \| |
| Arbitro:                                         | Blos              |               |           |                                                      |

| Arbitro: | Benedum |

|                   |           |                      |
| Heil 63’ Muca 89’ | Marcatori | 66’ (rig.) Muzliukaj |

| Arbitro: | Reichel |

|          |           |  |
| Toch 51’ | Marcatori |  |

| Arbitro: | Christ |

|            |           |                      |
| Soriano 6’ | Marcatori | 54’ Hassler 72’ Hess |

| Arbitro: | Steinberg |

|                          |           |                       |
| Gorgiev 22’ Deptalla 79’ | Marcatori | 57’ Heil 73’ Brüdigam |

| Arbitro: | Kampka |

|                                |           |          |
| Heil 28’ Mehring 39’ Hesse 56’ | Marcatori | 60’ Popp |

## Statistiche

### Statistiche di squadra
| Competizione     | Punti | In casa | In casa | In casa | In casa | In casa | In casa | In trasferta | In trasferta | In trasferta | In trasferta | In trasferta | In trasferta | Totale | Totale | Totale | Totale | Totale | Totale | DR  |
| Competizione     | Punti | G       | V       | N       | P       | Gf      | Gs      | G            | V            | N            | P            | Gf           | Gs           | G      | V      | N      | P      | Gf     | Gs     | DR  |
| ---------------- | ----- | ------- | ------- | ------- | ------- | ------- | ------- | ------------ | ------------ | ------------ | ------------ | ------------ | ------------ | ------ | ------ | ------ | ------ | ------ | ------ | --- |
| Regionalliga sud | 34    | 17      | 8       | 1       | 8       | 26      | 23      | 17           | 0            | 9            | 8            | 13           | 26           | 34     | 8      | 10     | 16     | 39     | 49     | -10 |
| Totale           | 34    | 17      | 8       | 1       | 8       | 26      | 23      | 17           | 0            | 9            | 8            | 13           | 26           | 34     | 8      | 10     | 16     | 39     | 49     | -10 |

### Andamento in campionato
| Giornata  | 1  | 2  | 3  | 4  | 5  | 6  | 7  | 8  | 9  | 10 | 11 | 12 | 13 | 14 | 15 | 16 | 17 | 18 | 19 | 20 | 21 | 22 | 23 | 24 | 25 | 26 | 27 | 28 | 29 | 30 | 31 | 32 | 33 | 34 |
| --------- | -- | -- | -- | -- | -- | -- | -- | -- | -- | -- | -- | -- | -- | -- | -- | -- | -- | -- | -- | -- | -- | -- | -- | -- | -- | -- | -- | -- | -- | -- | -- | -- | -- | -- |
| Luogo     | C  | T  | C  | T  | C  | T  | C  | T  | T  | C  | T  | C  | T  | C  | T  | C  | T  | T  | C  | T  | C  | T  | C  | T  | C  | C  | T  | C  | T  | C  | T  | C  | T  | C  |
| Risultato | P  | N  | P  | P  | P  | P  | P  | P  | N  | V  | N  | V  | N  | V  | N  | N  | P  | P  | P  | P  | V  | N  | P  | P  | V  | P  | N  | V  | N  | V  | P  | P  | N  | V  |
| Posizione | 14 | 12 | 16 | 17 | 18 | 18 | 18 | 18 | 18 | 17 | 17 | 14 | 15 | 14 | 15 | 15 | 15 | 15 | 15 | 15 | 15 | 15 | 15 | 17 | 17 | 17 | 17 | 15 | 15 | 15 | 15 | 15 | 15 | 15 |

Legenda:

Luogo: C = Casa; T = Trasferta. Risultato: V = Vittoria; N = Pareggio; P = Sconfitta.

### Statistiche dei giocatori
| R. Adolf        | 13 | 0  | 0 | 0 |
| V. Akgöz        | 30 | 3  | 1 | 0 |
| M. Bodnar       | 20 | 0  | 3 | 0 |
| F. Brighache    | 28 | 0  | 4 | 0 |
| M. Brüdigam     | 33 | 1  | 9 | 0 |
| Z. Cosguner     | 6  | 0  | 0 | 0 |
| A. Echendu      | 33 | 0  | 6 | 0 |
| J. Gebhardt     | 1  | 0  | 0 | 0 |
| M. Göttlicher   | 14 | 0  | 4 | 0 |
| O. Heil         | 16 | 4  | 1 | 0 |
| U. Hesse        | 31 | 2  | 2 | 0 |
| P. Hilser       | 13 | 0  | 4 | 1 |
| P. Jivan        | 0  | 0  | 0 | 0 |
| A. Kandemir     | 8  | 0  | 0 | 0 |
| N. Kessler      | 1  | 0  | 0 | 0 |
| M. Klopp        | 3  | 0  | 0 | 0 |
| B. Kolb         | 33 | 1  | 4 | 0 |
| S. Malcherowitz | 0  | 0  | 0 | 0 |
| A. Mastilovic   | 1  | 0  | 0 | 0 |
| M. Mehring      | 23 | 2  | 7 | 0 |
| E. Melunovic    | 29 | 10 | 4 | 1 |
| B. Muca         | 9  | 1  | 0 | 0 |
| E. Pakel        | 14 | 0  | 3 | 0 |
| M. Reka         | 3  | 0  | 1 | 0 |
| J. Samaké       | 21 | 0  | 2 | 0 |
| E. Soriano      | 33 | 11 | 2 | 0 |
| C. Stahl        | 6  | 0  | 1 | 0 |
| S. Sökler       | 30 | 3  | 4 | 0 |
| V. Velemir      | 0  | 0  | 0 | 0 |
| C. Wiesner      | 5  | 0  | 2 | 0 |
| M. Winter       | 1  | 0  | 0 | 0 |
| G. Worcester    | 7  | 0  | 3 | 0 |